# Протесты в Горном Бадахшане (2022)
Протесты в Горно-Бадахшанской автономной области — массовые протесты в Горно-Бадахшанской автономной области Таджикистана в мае 2022 года, сопровождавшиеся столкновениями с сотрудниками правоохранительных органов и повлёкшие жертвы.

## Предпосылки
В ноябре 2021 года в Горно-Бадахшанской автономной области прошли массовые протесты в связи с убийством сотрудниками правоохранительных органов трёх местных жителей, при этом погибли как минимум три человека, пострадали десятки других. Тогда власти пообещали объективно расследовать действия сотрудников правоохранительных органов, а также не задерживать протестовавших жителей. Однако следственные действия не привели к какому-либо результату, а правоохранительные органы уже скоро стали преследовать участников протестов, включая уроженцев Горного Бадахшана, проживающих за пределами Таджикистана.
В конце 2021 года из России в Таджикистан были депортированы Чоршанбе Чоршанбиев (профессиональный боец ММА) и Амриддин Аловатшоев. 29 апреля 2022 года Аловатшоев был приговорён к 18 годам лишения свободы по обвинениям в организации экстремистского сообщества, организации преступного сообщества, захвате зданий, сооружений, средств сообщения и связи организованной группой, захвате заложника и разжигании социальной, расовой, национальной, региональной, религиозной вражды или розни. 13 мая 2022 года Чоршанбиев был приговорён к 8,5 годам лишения свободы по обвинению в публичных призывах к насильственному изменению конституционного строя за публикации в социальных сетях.
В январе 2022 года региональные СМИ сообщили, что одного из лидеров бадахшанской диаспоры в Москве Амриддина Аловатшоева задержали в России и негласно вывезли в Таджикистан.

## Ход событий

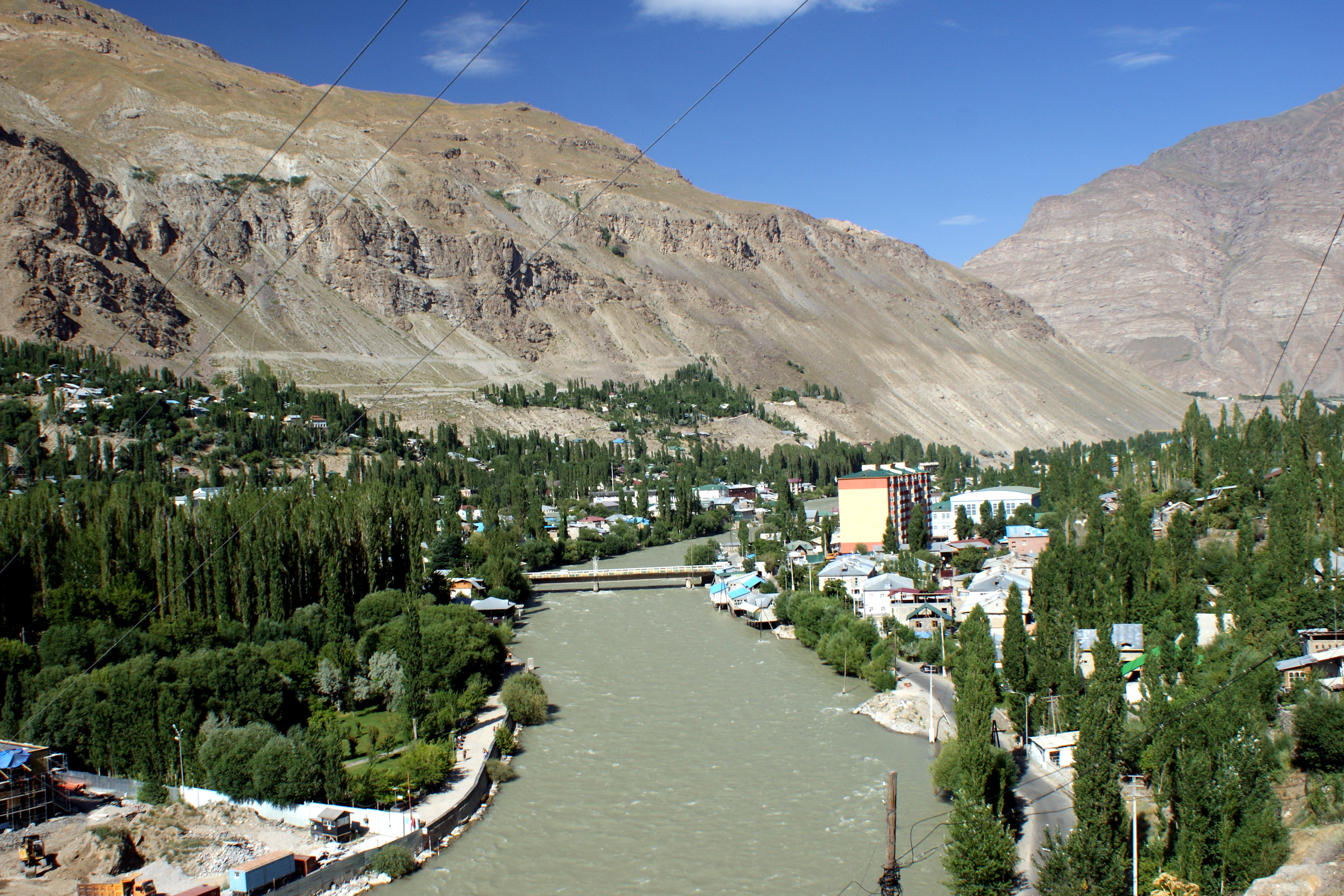
Вид на Хорог

14 мая 2022 года было проведено собрание, на котором было решено начать мирные демонстрации против преследования тех, кто критикует политику властей, а также с призывами провести расследование убийства сотрудниками правоохранительных органов трёх человек в ноябре 2021 года. Кроме того, были выдвинуты требования убрать военные посты из Горного Бадахшана. 
На митинг 14 мая 2022 года в Хороге собралось около тысячи человек. Власти заявили, что участие в митингах будет рассматриваться как пособничество террористам. В ответ жители области пообещали выходить на улицы до тех пор, пока власти не выполнят их требования. 
16 мая митинг в Хороге возобновился. Сотрудники правоохранительных органов попытались разогнать митингующих, применяя для этого резиновые пули и слезоточивый газ. В результате столкновений погиб один человек, трое сотрудников милиции получили ранения. По утверждениям властей, «группа несведущих юношей» под руководством 29-летнего жителя Хорога Замира Назришоева совершила вооруженное нападение на сотрудников УМВД по ГБАО, которые охраняли здание областного суда. Нападавшие взорвали ручную гранату, в результате чего несколько силовиков получили ранения и были госпитализированы. Сам Назришоев тоже был ранен и скончался в больнице. 
17 мая военные перекрыли все дороги в Хороге, была парализована работа интернета, финансовой инфраструктуры, объектов образования и государственных учреждений. Жители стали перекрывать путь военной технике, прибывавшей из Душанбе. Власти назвали главным организатором беспорядков журналистку и правозащитницу Улфатхоним Мамадшоеву, против неё возбудили уголовное дело. Было заявлено, что «главарь организованной преступной группы Хорога Мамадбокир Мамадбокиров во главе и по указанию Ульфатхоним Мамадшоевой и лица, находящегося в розыске, Алима Шерзамонова в Хороге с целью нарушения общественной безопасности, запугивания населения и воздействия на органы власти для принятия решений в интересах лиц, занимающихся незаконной преступной деятельностью, организовал незаконный митинг». Мамадшоева и Шерзамонов, заместитель руководителя Национального альянса Таджикистана, отрицают, что они организовали протесты. 17 мая также был задержан генерал погранвойск ГКНБ Таджикистана Холбаш Холбашев, который как и его супруга Мамадшоева, был назван «сообщником членов ОПГ», перекрывших 17-18 мая автомагистраль Душанбе — Хорог — Кульма.
18 мая была начата стрельба по протестующим в Хороге. В тот же день группы жителей Рушанского района, расположенного к северу от Хорога на памирском тракте, попытались перекрыть путь войскам, движущимся в Хорог, своими автомобилями. Как сообщается, военные открыли предупредительный огонь и ранили одну местную жительницу. Власти заявили: «Организованные преступные группы, состоящие из 200 человек, с применением всех видов оружия в центре Рушанского района в 3 точках перекрыли автотрассу Душанбе — Хорог и дорогу на пограничную комендатуру. Преступные группы ранее готовились к совершению этих действий и с той же целью доставили оружие и боеприпасы из-за рубежа».
19 мая власти Таджикистана сообщили, что за время «антитеррористической операции» были убиты 9 человек, в том числе один сотрудник сил безопасности, 11 человек были ранены, было задержано более 70 «активных членов террористической группировки». Однако  жители рассказали журналистам о 21 погибшем, тела которых со следами пыток и ранений получили их родные.
По словам местных жителей, 19 мая в нескольких селениях, особенно в селении Вамар, сотрудники сил безопасности производили массовые задержания, при этом после посещения военных из домов пропадали деньги и золото.
Днём 22 мая в Хороге был убит один из неформальных лидеров Горного Бадахшана Мамадбокир Мамадбокиров. МВД Таджикистана сообщило, что причиной стали «внутренние криминальные разборки», при этом местные источники сообщили, что Мамадбокиров был застрелен снайпером одним из силовых ведомств Таджикистана.
23 мая МВД Таджикистана опубликовало список из 19 жителей ГБАО, которые участвовали в прошедших 15-18 мая в Рушанском районе акциях протеста и позже добровольно сдались властям. Среди них Амирбек Каёбеков и Нуриддин Саидов, два бывших лидера рушанского отделения Партии исламского возрождения Таджикистана, которую в 2015 году Верховный суд Таджикистана объявил террористическо-экстремистской организацией. 15 фигурантов списка представлены членами «преступной группы Холбаша Холбашева».
24 мая был обнародован ещё один список задержанных, в него вошли 27 человек. Все они, по утверждению МВД, являются членами одной из трёх преступных группировок – Холбаша Холбашева, Ёдгора Гуломхайдарова или Кулмамада Паллаева

## Международная реакция
Спецдокладчик ООН по правам меньшинств Фернан де Варенн заявил: «Игнорирование властями Таджикистана жалоб памирцев и все большее вовлечение служб безопасности в ГБАО могут привести к насильственному конфликту, если не принять меры. Мы обеспокоены попытками подавить протестное движение памирцев путем арестов, чрезмерного и незаконного применения силы и привлечения военных».
Имам исмаилитов мира, принц Карим Ага-хан IV призвал своих последователей в Бадахшане «решать конфликты путем диалога и в духе уважения и взаимопонимания».
19 мая было заявлено, что Генеральный секретарь ООН Антониу Гутерриш обеспокоен ростом напряженности и насилия в Горно-Бадахшанской автономной области, в том числе сообщениями о гибели людей. Гутерриш «призывает к сдержанности и принятию усилий для решения нынешней ситуации мирными средствами».